# Paolo Mario della Rovere
Paolo Mario della Rovere (Pesaro, ... – Cagli, 3 giugno 1591) è stato un vescovo cattolico italiano.

## Biografia
Nacque a Pesaro, figlio di Giacomo Mario e di Margherita degli Angeli. 
Fu per più di vent'anni segretario del duca di Urbino Guidobaldo II della Rovere, il quale, come segno di gratitudine, gli concesse l'uso del cognome e delle sue armi, aggregandolo alla famiglia ducale.
L'8 ottobre 1567 papa Pio V lo nominò vescovo di Cagli. Ricevette la consacrazione episcopale a Roma il 1º gennaio dell'anno successivo. 
Durante il suo episcopato fece erigere il pulpito nella cattedrale di Cagli, poi sostituito nel 1744.
Nel 1570 fu inviato come visitatore apostolico presso la diocesi di Città di Castello. Al termine di questo incarico, dal 1571 al 1572 visitò la diocesi di Perugia.
Morì a Cagli il 3 giugno 1591.

## Successione apostolica
La successione apostolica è:
- Vescovo Orazio Montegranelli (1577)
- Vescovo Cesare Benedetti (1586)